# Пезопорикос
Пезопорикос Ларнака (на гръцки: Πεζοπορικός Λάρνακας) е кипърски футболен клуб от град Ларнака.

## История
Основан през 1927 г. отбора се присъединява към кипърското първенство през 1938 г. Печели го 2 пъти и веднъж купата на Кипър. Цветовете на отбора са зелено и бяло. През 1994 г. отбора се обединява с другия клуб в града - ЕПА Ларнака и така се формира новия отбор - АЕК Ларнака.

## Успехи
- Кипърска Първа Дивизия: 2

1954, 1988
- Купа на Кипър: 1

1970